# Ronde van Valencia 2025 (vrouwen)
De zevende editie van de wielerwedstrijd Ronde van Valencia voor vrouwen vond plaats op 9 februari 2025. Het peloton van 92 rensters startte in Alfafar en finishte 104 kilometer later in Valencia. De wedstrijd had de UCI-categorie 1.Pro en vond plaats op de slotdag van de Ronde van Valencia voor mannen. De Zwitserse Linda Zanetti won de wedstrijd, waarmee ze Cédrine Kerbaol op de erelijst opvolgde.

## Uitslag
| Plaats     | Naam                    | Ploeg                           | Tijd     |
| ---------- | ----------------------- | ------------------------------- | -------- |
| Witte trui | Linda Zanetti           | Uno-X Mobility                  | 2u24'31" |
| 2          | Jelena Erić             | Movistar Team                   | z.t.     |
| 3          | Daria Pikulik           | Human Powered Health            | z.t.     |
| 4          | Michaela Drummond       | Arkéa-B&B Hotels                | z.t.     |
| 5          | Tereza Neumanova        | UAE Team ADQ                    | z.t.     |
| 6          | Catalina Soto           | Laboral Kutxa-Fundación Euskadi | z.t.     |
| 7          | Chloe Patrick           | Cynisca Cycling                 | z.t.     |
| 8          | Eline van Rooijen       | Team Coop-Repsol                | z.t.     |
| 9          | Arianna Fidanza         | Laboral Kutxa-Fundación Euskadi | z.t.     |
| 10         | Valeria Valgonen        | UPV Women's Cycling             | z.t.     |
| 11         | Julie Stockman          | DD Group Pro Cycling Team       | z.t.     |
| 12         | Alexis Magner           | Cynisca Cycling                 | z.t.     |
| 13         | Aurela Nerlo            | Winspace Orange Seal            | z.t.     |
| 14         | Ingvild Gåskjenn        | Uno-X Mobility                  | z.t.     |
| 15         | Mackenzie Coupland      | Liv AlUla Jayco                 | z.t.     |
| 16         | Febe Poppe              | Cynisca Cycling                 | z.t.     |
| 17         | Eilidh Shaw             | UAE Team ADQ                    | z.t.     |
| 18         | Fiona Mangan            | Winspace Orange Seal            | z.t.     |
| 19         | Caoimhe O'Brien         | Cynisca Cycling                 | z.t.     |
| 20         | Marie-Morgane Le Deunff | Winspace Orange Seal            | z.t.     |

Mannen: 1929 · 1930 · 1931 · 1932 · 1933 · 1934-1939 · 1940 · 1941 · 1942 · 1943 · 1944 · 1945-1946 · 1947 · 1948 · 1949 · 1950-1953 · 1954 · 1955 · 1956 · 1957 · 1958 · 1959 · 1960 · 1961 · 1962 · 1963 · 1964 · 1965 · 1966 · 1967 · 1968 · 1969 · 1970 · 1971 · 1972 · 1973 · 1974 · 1975 · 1976 · 1977 · 1978 · 1979 · 1980 · 1981 · 1982 · 1983 · 1984 · 1985 · 1986 · 1987 · 1988 · 1989 · 1990 · 1991 · 1992 · 1993 · 1994 · 1995 · 1996 · 1997 · 1998 · 1999 · 2000 · 2001 · 2002 · 2003 · 2004 · 2005 · 2006 · 2007 · 2008 · 2009-2015 · 2016 · 2017 · 2018 · 2019 · 2020 · 2021 · 2022 · 2023 · 2024 · 2025
Vrouwen: 2019 · 2020 · 2021 · 2022 · 2023 · 2024 · 2025
Schwalbe Women's One Day Classic · 
Ronde van Valencia · 
Wielerweek van Valencia · 
GP Oetingen · 
Nokere Koerse · 
Dwars door Vlaanderen · 
Brabantse Pijl · 
Clásica Féminas de Navarra · 
Veenendaal-Veenendaal Classic · 
Ronde van Thüringen · 
GP Fourmies · 
GP Stuttgart · 
Ronde van Emilia · 
GP Ciudad de Eibar · 
Ronde van de Drie Valleien